# Falsozeargyra wegneri
Falsozeargyra wegneri là một loài bọ cánh cứng trong họ Cerambycidae.